# Голосов, Дмитрий Николаевич
Дми́трий Никола́евич Го́лосов (20 сентября 1903 года, с. Русская Борковка, Никольская волость, Ставропольский уезд, Самарская губерния, ныне Ставропольский район, Самарская область — 19 ноября 1960 года, Куйбышев) — советский военный деятель, генерал-майор (22 февраля 1943 года). Герой Советского Союза (17 октября 1943 года).

## Начальная биография
Дмитрий Николаевич Голосов родился 20 сентября 1903 года в селе Русская Борковка в бедной семье, в которой было ещё шестеро детей.
Отец, Николай Яковлевич, работал ямщиком. После смерти отца от тифа в 1919 году семья осталась на старшей дочери Елизавете (в замужестве Епанешниковой; род. 1901). Помимо них в семье были Василий (род. 1910) и Ольга (род. 1913).
Окончил 5 классов.

## Военная служба

### Довоенное время
В ноябре 1925 года был призван в ряды РККА и направлен в 101-й стрелковый полк, дислоцированный в городе Сызрань (Приволжский военный округ), где после окончания полковой школы с 1926 года служил на должностях командира отделения и помощника командира взвода.
В сентябре 1930 года направлен на учёбу на пехотные курсы при Ульяновской пехотной школе, после окончания которых в сентябре 1931 года назначен на должность командира взвода в 181-м стрелковом полку, дислоцированном в городе Балашов. В том же году вступил в ВКП(б). В декабре 1932 года направлен на учёбу в 3-ю военную школу лётчиков-наблюдателей, однако в январе 1933 года вернулся на должность командира взвода 181-го стрелкового полка, а в марте 1933 года назначен на должность командира взвода 255-го стрелкового полка, дислоцированного в Троицке.
В мае 1934 года направлен в 158-й стрелковый полк, дислоцированный в Красном Куте, где служил на должностях командира и политрука роты, помощника начальника и начальника полковой школы, а с сентября 1939 года — на должностях командира 567-го и 106-го запасных стрелковых полков.
После окончания стрелково-тактических курсов «Выстрел» в июле 1940 года Голосов был назначен на должность командира 465-го стрелкового полка (167-я стрелковая дивизия), в ноябре того же года — на должность командира 516-го резервного стрелкового полка, в марте 1941 года — на должность командира 827-го стрелкового полка, а 14 июня 1941 года — на должность командира 369-го горнострелкового полка (30-я горнострелковая дивизия, Одесский военный округ).

### Великая Отечественная война
С началом войны полк под командованием Голосова в составе 30-й горнострелковой дивизии в течение двух недель принимал участие в ходе приграничного сражения на реке Прут в 50 километрах севернее города Яссы, а затем — в боевых действиях на территории Молдавии и Украины и в Донбасской оборонительной операции. В ходе последней 3 октября Голосов попал в окружение, из которого вышел 8 октября в составе двух человек без документов и переодетым, после чего проходил спецпроверку.
В декабре 1941 года назначен на должность командира 280-й стрелковой дивизии, формировавшейся в составе Сталинградского военного округа. С апреля 1942 года дивизия под командованием Голосова принимала участие в оборонительных и наступательных боевых действиях на елецком направлении, а затем — в Курской битве и битве за Днепр, в ходе которой дивизия с 25 по 26 сентября форсировала реку и заняла выгодные рубежи в районе сёл Страхолесье и Ротичи (Чернобыльский район, Киевская область).
Указом Президиума Верховного Совета СССР от 17 октября 1943 года за образцовое выполнение боевых заданий командования на фронте борьбы с немецко-фашистскими захватчиками и проявленные при этом мужество и героизм генерал-майору Дмитрию Николаевичу Голосову присвоено звание Героя Советского Союза с вручением ордена Ленина и медали «Золотая Звезда» (№ 1891).
Вскоре дивизия вела боевые действия в ходе Киевских оборонительной и наступательной, в Житомирско-Бердичевской, Ровно-Луцкой и Проскуровско-Черновицкой наступательных операций.
С февраля 1944 года в связи с тяжёлой болезнью находился на лечении в госпитале и после выздоровления в январе 1945 года назначен на должность командира 131-го стрелкового корпуса (Беломорский военный округ).
За время войны генерал-майор Голосов был четыре раза упомянут в благодарственных в приказах Верховного Главнокомандующего.
Принимал участие в Параде Победы на Красной площади (Москва) 24 июня 1945 года.

### Послевоенная карьера
После окончания войны находился на прежней должности.
В мае 1948 года назначен на должность начальника Вольского пехотного училища, а в августе 1950 года — на должность военного комиссара Молотовской области.
Генерал-майор Дмитрий Николаевич Голосов в декабре 1951 года вышел в отставку. Умер 19 ноября 1960 года в Куйбышеве. Похоронен на Самарском городском кладбище.

## Семья
В 1925 году женился на Александре Маркеловне (род. 1908), у них было трое детей:
- Нина (род. 1926),
- Людмила (род. 1934),
- Адольф (род. 1937), названный в честь Адольфа Гитлера, с которым на то время у СССР были хорошие отношения. Вскоре после женитьбы сын сменил имя на Владимир.
- Племянник Александр — советский военный деятель, генерал-майор в отставке, участник Афганской войны, служил на полигоне Капустин Яр.

Долгое время жил в гражданском браке, а в конце 50х годов женился второй раз на Эсфирь Тарасовне Голосовой (род. 1912).

## Награды
- Медаль «Золотая Звезда» (№ 1891, 17.10.1943).
- Два ордена Ленина (№ 13632 от 17.10.1943; 15.11.1950[3]).
- Два ордена Красного Знамени (№ 70760 от 15.07.1943; № 266942 от 6.11.1945[3]).
- Орден Суворова 2 степени (№ 21, 8.2.1943).
- Орден Богдана Хмельницкого 2 степени (№ 81 от 10.01.1944).
- Орден Красной Звезды (№ 928288, 3.11.1944[3]).
- Медали

## Память
- Именем Голосова названы улицы, школа в Тольятти и в селе Русская Борковка (Ставропольский район, Самарская область), где установлен бюст.
- На улице Голосова в Тольятти установлена памятная доска.
- На здании Пермского облвоенкомата в 2000 году была установлена мемориальная доска.